# 潭牛镇
潭牛镇是中华人民共和国海南省文昌市下辖的一个镇。

## 行政区划
潭牛镇下辖以下村级行政区划单位：
潭牛墟社区、新桥墟社区、二公堆村、大庙村、潭北村、潭牛村、企堆村、中心村、昌美村、昌头村、大昌村、大顶村、古城村、孔雀村、新民村、新溪村、新桥村、国营文昌橡胶研究所社区、文昌华侨农场和国营文昌橡胶研究所村。